# Miyo - Un amore felino
Miyo - Un amore felino (泣きたい私は猫をかぶる?, Nakitai watashi wa neko o kaburu, lett. "Volendo piangere, fingo di essere un gatto"), noto anche con il titolo internazionale A Whisker Away, è un film d'animazione del 2020 diretto da Jun'ichi Satō e Tomotaka Shibayama e scritto da Mari Okada.

## Trama
Miyo Sasaki è una ragazza di 14 anni innamorata dell'affascinante Kento Hinode, suo compagno di classe. Una sera, la giovane si imbatte in un misterioso gatto, che le vende una maschera col potere di trasformarla in una piccola gattina bianca; Miyo decide così di sfruttare la situazione a proprio vantaggio e di sfruttare la forma felina acquisita per avvicinarsi all'amato. Il piano funziona, e Kento le si affeziona al punto da soprannominarla Tarō, come il cane che aveva da bambino. Sfortunatamente per lei, le cose si complicano quando per le conseguenze dell'incantesimo non riesce più a tornare umana.

## Personaggi
Miyo Sasaki - una ragazza di 14 anni, possiede una maschera datagli dal "Venditore di maschere" con la quale si trasforma in un gatto bianco, chiamato da Hinode "Tarō". Vive con il padre e la sua matrigna, perché la madre l'aveva abbandonata da piccola. Si nasconde sempre dietro il suo sorriso per non mostrare le sue debolezze, tanto che a volte gli amici la chiamano "Muge", ovvero "ragazza esuberante". L'unica che è riuscita a capirla è Yoriko, la sua migliore amica. È pazzamente innamorata del suo compagno di classe, Hinode, benché lui pare evitarla, così cercherà di avvicinarsi a lui sotto forma di gatto.
Kento Hinode - chiamato semplicemente Hinode, compagno di classe di Miyo, si mostra freddo e distaccato quando in realtà è un ragazzo dolce. All'inizio è turbato dagli studi, in quanto vuole continuare a lavorare la ceramica come suo nonno, ma la madre lo pressa sugli esami. Evita Miyo a causa del suo comportamento pazzerello, ma poi comincia ad affezionarsi. Tarō è il gatto che ha incontrato per caso una volta, non sapendo che fosse Miyo, e lo ha subito visto come la reincarnazione del suo cane, ora morto.
Yoriko Fukase - migliore amica di Miyo, è una ragazza all'apparenza forte che nasconde un animo fragile, arrivando persino a piangere al posto dell'amica. A volte la schernisce per la sua ossessione per Hinode, dicendogli di lasciarlo perdere in quanto gli avrebbe fatto solo del male.
Masamichi Isami - migliore amico di Hinode. Ama ridere fare battute, inoltre si dimostra molto disponibile e gentile. Sa adattarsi facilmente a gruppi o situazioni, come dimostra il fatto che abbia subito fatto amicizia con Miyo e Yoriko.
Venditore di maschere - un losco tipo con le sembianze di un gatto che sembra saper prendere anche l'aspetto umano, vende "illegalmente" maschere con volto di gatto agli umani e con volto d'uomo ai gatti. Queste maschere hanno il potere di trasformare l'acquirente nella creatura rappresentata dalla maschera, principalmente se sono stufi o scontenti della propria vita, com'è capitato a Miyo. Se all'inizio questo venditore sarebbe potuto sembrare d'aiuto alla protagonista, si rivelerà l'antagonista principale volendo in realtà il "tempo vita" degli uomini peressere in qualche modo immortale.
Yōji Sasaki - padre di Miyo, divorziato dalla moglie e che vive con la fidanzata, la signora Kaoru. Si dimostra protettivo con la figlia, nonché preoccupato per il suo stare da sola.
Kaoru Mizutami - la fidanzata del padre di Miyo, è una signora gentile e disponibile, che farà di tutto per essere accettata dalla protagonista, nonostante a volte si dimostra un po' invadente. Ha una gatta, Kinako, a cui tiene molto.
Kinako - la gatta di Kaoru, arrivata ormai alla fine della sua vita, prende dal venditore di maschere il volto di Miyo, per prendere il suo posto. In conclusione si scoprirà che in realtà lo ha fatto solo per rimanere di più con la sua padrona a cui tiene molto, ma se ne pentirà quando, non potendogli dire chi è veramente, Kaoru si preoccuperà per la sua gatta scomparsa, allora Kinako aiuterà Miyo a riprendere il suo volto dal venditore.

## Distribuzione
Inizialmente, Miyo - Un amore felino avrebbe dovuto essere proiettato nei cinema giapponesi a partire dal 5 giugno 2020; a causa della pandemia di COVID-19, i diritti sono stati poi venduti a Netflix, che ha trasmesso la pellicola a partire dal 18 giugno 2020.